# 안락중학교
안락중학교(安樂中學校)는 대한민국 부산광역시 동래구 안락동에 있는 공립 중학교이다.

## 학교 연혁
- 1984년 12월 29일 : 안락중학교 인가
- 1985년 3월 1일 : 개교 오대해 초대 교장 취임
- 1985년 3월 5일 : 신입생 11학급 710명 입학
- 1985년 6월 15일 : 교명 현판 제막식, 교기 제정(개교 기념일)
- 1986년 11월 17일 : 교사 완공 33교실, 특별실 6개 교실
- 1988년 2월 14일 : 제1회 졸업식 (727명 졸업)
- 1992년 3월 11일 : 42학급으로 6학급 증설
- 2000년 11월 17일 : 인성교육 시범학교 운영보고회
- 2003년 3월 1일 : 남녀 공학으로 개편
- 2003년 12월 17일 : 독서교육 중심학교 운영보고회 및 디지털도서관 개관
- 2010년 3월 1일 : 부산광역시교육청지정 독서교육 연구학교 지정운영
- 2012년 3월 1일 : 선진형 교과교실제 선도학교 지정운영
- 2017년 11월 2일 : 다목적 강당 동녘관 개관식
- 2018년 2월 28일 : 유도부 생활실 및 체력단련실 조성, 유도부 연습실 리모델링
- 2022년 11월 25일 : 꿈누리도서관 공간혁신사업 공사 완료
- 2024년 3월 1일 : 제17대 지평옥 교장 취임
- 2024년 8월 31일 : 학교 자율공간(중앙현관, 학생 휴게실) 재구조
- 2025년 2월 7일 : 제38회 졸업식(7학급 168명, 총 졸업생 15,664명)
- 2025년 3월 4일 : 제41회 입학식(7학급 187명)

## 참고 자료
- 안락중학교 - 한국교육학술정보원 학교알리미